# UZI (ラッパー)
UZI（ウヂ、本名：許斐 氏大（このみ うじひろ）、1974年1月29日 - ）は、日本のヒップホップミュージシャン、プロゲーマー、リングアナウンサー。
語尾を力を込めて発音するフロウで男らしさをアピールする特徴を持ち、歌詞のテーマは、歴史やセルフ・ボースティング、漫画やパチンコなどが多い。

## 来歴
東京温泉社長の子として生まれる。祖父は許斐氏利。学校では「1ミクロンも」勉強などしておらず、授業中は絵ばかり描いていた。小学生の頃は4コマ漫画入りの新聞を描き、高校生の頃はキース・ヘリングを模倣していた。『ゴルゴ13』を当時既刊であった分は全て読んでおり、小学4年生の時点で自慰を行うのに濡れ場のシーンを読んだという。後は、同じく濡れ場のシーンを目当てに『昭和極道史』を愛読するなどして漫画・劇画に親しんでいた。平田弘史のファンでもあり、長じて自身のアルバムのジャケットデザインの多くの作画を依頼している。
小学生（慶應義塾幼稚舎）の頃は普通に歌謡曲も聴き、中学生（慶應義塾普通部）の時はBOØWYやレベッカ、BARBEE BOYSなども好きであった。『三宅裕司のいかすバンド天国』などもよく見ており、慶應義塾高等学校に進学すると洋楽のヒップホップとレゲエにのめり込んだ。学生時代は不良としても知られており、16歳で下北沢のピンクサロンの常連となり、高校生の頃は煙草を吸いながらパチンコ店にも通っていた。高校で1年、大学で3年半の留年を経験した。
最初、邦楽のラッパーはスチャダラパーとEAST ENDしか知らず、日本語ラップを「クソだせー」としか思っていなかったが、19歳の時にキングギドラに出会ってその概念が覆され、ラッパーデビュー後はスチャダラパーもEAST ENDも同じ仲間としてリスペクトするに至った。
1997年、ポリスターよりメジャーデビューを果たすが、その後諸事情により活動を休止する。ラッパーとして稼げない時期はとんかつ屋でアルバイトを行っていたが、2001年にプライエイド・レコーズ（通称:プライエイド）より再デビューし、2002年にはポニーキャニオンへ移籍した。
2018年1月15日、東京都内の自宅で乾燥大麻600グラムを所持していた現行犯で厚生労働省関東信越厚生局麻薬取締部により大麻取締法違反で逮捕されていたことが発覚。出演していた1月17日未明（16日深夜）放送のテレビ朝日『フリースタイルダンジョン』は地上波分については総集編に差し替えられ、インターネットテレビ放送『AbemaTV』での配信は中止された。同局はその後、出演シーンをカットして後日放送した（その後降板）。さらにナレーションを務めていたTBSテレビ『有田ジェネレーション』の1月18日未明（17日深夜）放送分は急遽ナレーションを差し替えて放送したが、その後の対応については未定とした。家宅捜査の模様は同年5月12日のTBS系『新・情報7daysニュースキャスター』で放送され、その後5月22日に東京地方裁判所は懲役3年、執行猶予5年（求刑懲役3年）の有罪判決を言い渡した。UZIは、電子たばこ用のフレーバーと見分けがつきにくく、摘発が困難な大麻成分を濃縮したリキッドを所持しており、全国の麻薬取締部が関わった事件で初めてリキッド所持で起訴された。

## 人物
- 自身のことを探究心の強い人物として認識している[5]。福岡県宗像地方の武家許斐氏の末裔。クレー射撃選手・右翼・特殊株主・興行師・スチームサウナ創始者として知られる許斐氏利は祖父[5]。漫画家の許斐剛は親戚にあたるが、面識はない。尊敬する人物は10歳年上の兄。アメリカ留学から帰ってきた兄が空港のレストランのウエイトレスに対してかしこまった態度で注文を行ったのを見て、その行為から人間性についてのあるべき様を学んだという[5]。
- 慶應幼稚舎時代は、ロールスロイスで送り迎えされていた[6]。
- ZEEBRA擁するグループ「UBG（アーバリアン・ジム）」の旗揚げからの中心メンバーであり、その中で「T.O.P. RANKAZ」というユニットを組んでいたこともある[要出典]。
- ウイニングイレブンのプロゲーマーとして2007年に『e-sports』とプロ契約を結んでおり、日本代表として大会にも出演するほどである[5]。また、1998年にはSEGA開催のバーチャストライカー (Virtua Striker98)の大会において優勝、同年のＷ杯観戦を賞品として獲得している。 ウイニングイレブンのオンライン対戦ではある時期300勝200敗の記録を残したことがある[5]。
- テレビ番組「フリースタイルダンジョン」では進行及びナレーションを担当している。
- 2014年頃からリングアナウンサーを行い、2017年のインタビューでは、格闘技のリングアナを6団体専属で行っていることを明かしているが[5]、そこで選手達の体を見ると自分の弛んだ体が情けなくなり、6年半の空白を経て音楽活動を再開しようかという時に鍛えた体で復活しようとトレーニングを始めたところ、トレーニングが楽しくなり、2017年の記事では専門家並にトレーニングや栄養学に詳しくなっている。同じ記事では、トレーニング後30分以内にたんぱく質を取ると筋肉になるということで、トレーニング後に500gのステーキを食べるのにはまり、2017年3月28日時点では、いきなり!ステーキにおいてステーキを食べた総量のランキング「肉マイレージランキング」で会員約100万人中62位まで上り詰め、総量は108984g（約108㎏）を記録している[5]。

## ディスコグラフィ

### シングル
1. ライト アイ（1997年8月25日）
  1. ライト アイ[4:00]
作詞・作曲：U.Konomi／編曲：M.Inoue
  2. 狙い撃ち[3:11]
作詞・作曲：U.Konomi／編曲：M.Inoue
  3. 欲望[2:58]
作詞・作曲：U.Konomi／編曲：M.Inoue
2. 9mm（2001年7月25日）
  1. 9mm[4:10]
作詞：UZI・ZEEBRA／作曲・編曲：INOVADER
  2. マイクロフォン デスマッチ[3:58]
作詞：UZI・ZEEBRA／作曲・編曲：INOVADER
  3. 言霊 -DJ WATARAI REMIX-[4:20]
  4. 9mm (INSTRUMENTAL)[4:12]
  5. マイクロフォン デスマッチ (INSTRUMENTAL)[3:55]
3. Knock Out feat.ZEEBRA（2002年10月17日）オリコン48位
  1. Knock Out[4:01]
作詞：UZI・ZEEBRA／作曲・編曲：INOVADER
ANB系「ワールドプロレスリング」ファイティングミュージック
  2. IZUMI[4:02]
作詞：UZI／作曲・編曲：DJ OASIS
  3. Knock Out - Bonus Track[4:01]
  4. IZUMI - Instrumental[4:02]
  5. Knock Out - Instrumental[4:01]
4. ひとり酒（2003年9月18日）オリコン131位
  1. ひとり酒[3:43]
作詞：UZI／作曲・編曲：SUBZERO
  2. チェンジ[4:06]
作詞：UZI／作曲・編曲：Mr.BEATS aka DJ CELORY
  3. 開放軍 2 〜 確変キャバチャン REMIX[4:29]
作詞：UZI・565・kenta・D.O／作曲・編曲：SUBZERO
  4. ひとり酒 〜 instrumental[3:40]
5. 打つべし 〜明日のために〜（2006年6月21日）「あしたのジョー」のテーマ曲をサンプリング
  1. 打つべし 〜明日のために〜[3:05]
作詞：UZI・寺山修司／作曲：LUCHA・八木正生／編曲：LUCHA
  2. Wハットトリック 2 feat.G.K.MARYAN[4:15]
作詞：UZI・G.K.MARYAN／作曲・編曲：DJ CELORY
  3. 打つべし 〜明日のために〜 (Instrumental)[3:06]
  4. Wハットトリック 2 (Instrumental)[4:14]

### アルバム
1. 言霊（2002年12月18日）オリコン53位、登場回数7回
  1. イントロ[1:18]
  2. 荒技師[3:49]
  3. Knock Out feat.Zeebra[3:13]
  4. 言霊[4:48]
  5. 戦場の狼 feat.RINO LATINA II[4:07]
  6. 俺ら feat.Zeebra+OJ&ST[4:03]
  7. Wハットトリック feat.G.K.Maryan[3:35]
  8. 十里への道[2:09]
  9. 9mm[4:21]
  10. 開放軍[3:21]
  11. 風林活火山 ～ 氏大の野望'99 風林の章[2:12]
  12. 一刀両断 feat.煙巻[4:38]
  13. IZUMI[3:59]
  14. 風林活火山 〜 氏大の野望'99 活火山の章[3:28]
  15. リスク[1:18]
  16. 結論[4:04]
  17. 心技体[3:57]
  18. アウトロ[0:42]
2. No.9（2004年11月24日）オリコン139位
  1. イントロ[2:58]
  2. A.T.L.E.[4:06]
  3. 48.9 feat.HAB I SCREAM, RINO LATINA II[3:19]
  4. スキット[0:34]
  5. HOT SPOT feat.AI[4:15]
  6. プロフェッショナル・ベースボール feat.G.K.MARYAN[3:43]
  7. FIVE DEADLY MICS feat.KENTA5RAS, DEV LARGE, 秋田犬どぶ六, MACCHO[5:25]
  8. CR 氏物語[3:15]
  9. 開放軍 04  feat.RINO LATINA II, 秋田犬どぶ六, KANTA5RAS, 565, D.O., G.K.MARYAN[5:33]
  10. J.A.M.[2:42]
  11. KONOMI CUP[0:48]
  12. ひとり酒[3:35]
  13. 正眼[4:30]
  14. 韻技師 feat.秋田犬どぶ六[3:48]
  15. チェンジ[3:58]
  16. アウトロ[1:53]
3. 美髯公（びぜんこう）（2006年8月23日）オリコン233位
  1. イントロ[1:29]
  2. It's My Thing[2:39]
  3. JUMP feat.山嵐[3:10]
  4. 待て feat.MAGASA,JUN-G[3:37]
  5. 現象(LUCHA REMIX)[4:53]
  6. MVP feat.48.9 feat.HAB I SCREAM,GAMA,RINO LATINA 2[3:56]
  7. 衆議院議員平井たくや 〜SKIT〜[2:08]
  8. WE愛[3:38]
  9. 開放軍3 feat.神,KENTA5RUS,MASARU,565,AKTION,DOB-ROC[5:19]
  10. A-rye-tee-raw 〜SKIT〜[0:54]
  11. 打つべし 〜明日のために〜[3:03]
  12. 酒とマイクと男と女 feat.YOYO-C[3:25]
  13. H.A.I.J.I.N 99X[3:54]
  14. Pieces Of Cake feat.UBG(OJ FLOW,KM-MARKIT,ZEEBRA)[2:55]
  15. アウトロ[3:05]
4. Natural 9（2008年3月26日）
  1. Intro
  2. Natural 9
  3. Urban Barbarian Gym feat.UBG
  4. HIP HOP
  5. 波
  6. KIX REMIX feat.神
  7. ZIG ZAG SAMBA feat.秋田犬どぶ六
  8. 城南ウォーリアーズII feat.G.K.MARYAN
  9. 火曜サスペンス劇場
  10. WARNING feat.SHIBA-YANKEE, SHINNOSK8
  11. BATTLE FIELD
  12. Urban Cruising feat.HI-D
  13. 出せなかったラブレター feat.48.9
  14. 我良友 〜My Good Friend〜 pro.LUCHA
  15. 1つだけ feat.秋田犬どぶ六
5. フジヤマ（2014年12月3日）
  1. フジヤマ Pro. LIL'OGI
  2. 次元爆弾 Pro. LIL'OGI
  3. ATARI feat. G-MAN, AKTION Pro. LIL'OGI
  4. 必殺 feat. 輪入道 Pro. KUT
  5. 流れビッチの波止場 Pro. KUT
  6. 燕返し feat. G-MAN,  DEN Pro. KUT
  7. 開放軍4 feat. Akitaken Dob-Rok a.k.a. Angel De Lucia, 十影, ZEEBRA Pro. LIL'OGI
  8. 韻 feat. K DUB SHINE Pro. INOVADER
  9. 予感 feat. MICHO Pro. KUT
  10. 誇 ～PRIDE～ Pro. Drum Gang
  11. 働喰 feat. RINO Pro. INOVADER
  12. FLY Pro. Drum Gang

## 楽曲提供
- ヒプノシスマイク ヨコハマ・ディビジョン「MAD TRIGGER CREW」毒島メイソン理鶯（CV.神尾晋一郎）『BAYSIDE M.T.C』（2017年11月15日）

　3.What’s My Name?：作詞

## 主な出演

### バラエティ番組
- フリースタイルダンジョン（テレビ朝日）2015年〜 - 進行・ナレーション
- 有田ジェネレーション（TBS）2016年5月10日〜2018年1月11日- ナレーション
- フリースタイル雀ジョン（AbemaTV）2016年〜 - 進行・ナレーション
- くりぃむVS林修!年越しクイズサバイバー（テレビ朝日）2016年12月31日〜2017年1月1日、2017年6月28日、2017年12月31日〜2018年1月1日
- ザ・タイムショック 新クイズ王決定戦スペシャル2017秋 2017年9月27日

など

### CM
- モンスターストライク 「ナツの極み。」＜地引網編＞ - 2017年[13]。